# Le Rêve de sa vie
Pour plus de détails, voir Fiche technique et Distribution.
Le Rêve de sa vie (Give Us This Night) est un film américain réalisé par Alexander Hall, sorti en 1936.

## Fiche technique
- Titre original : Give Us This Night
- Titre français : Le Rêve de sa vie
- Réalisation : Alexander Hall
- Scénario : Edwin Justus Mayer et Lynn Starling (en)
- Photographie : Victor Milner
- Montage : Ellsworth Hoagland
- Musique : Erich Wolfgang Korngold
- Société de production : Paramount Pictures
- Pays de production : États-Unis
- Format : Noir et blanc - 1,37:1
- Genre : musical
- Durée : 73 minutes
- Date de sortie : 1936

## Distribution
- Jan Kiepura : Antonio Belizza
- Gladys Swarthout : Maria Severelli
- Philip Merivale : Marcello Bonelli
- Benny Baker : Tomasso
- Alan Mowbray : Forcellini
- John Miltern : Vincenti
- Michelette Burani : Francesca
- Sidney Toler : Carabinier
- Charles Judels : Carabinier
- William Collier Sr. : Prêtre
- Franklin Pangborn : le secrétaire de Forcellini
- Monte Carter : Pêcheur
- Charles Stevens : Pêcheur
- Hank Mann : Pêcheur